# Zell am Main
Zell am Main é um município da Alemanha, situado no distrito de Würzburgo, no estado da Baviera. Tem 9,96 km² de área, e sua população em 2019 foi estimada em 4.428 habitantes.